# Zamia gentryi
Zamia gentryi — вид голонасінних рослин класу Саговникоподібні (Cycadopsida).
Етимологія: названий на честь Олвіна Джентрі безстрашного ботаніка й ботанічного дослідника Неотропіків, які спричинили ранню смерть в результа
ті авіакатастрофи на заході Еквадору.

## Опис
Стебла завдовжки до 1,5 м, як правило, ниці, коли земні або U-подібні коли епіфітні, 5–15 см діаметром, гладкі. Листків 5–9, вони довжиною 0,5–2,5 м; черешок довжиною 45-90 см; хребет з 15–25 (менше на молодих рослинах) парами листовими фрагментами. Листові фрагменти ланцетні, гострі на вершині, серединні довжиною 10–40 см, 3,5–6 см шириною. Пилкові шишки 1–7, винно-червоні, циліндричні, завдовжки 30–40 см, 3–4 см діаметром; плодоніжка довжиною 20–25 см. Насіннєві шишки однині, червоно-коричневі, від вузько-яйцевидих до циліндричних, 20–30 см завдовжки, 8–12 см діаметром. Плодоніжка коротка. Насіння оберненояйцювате, довжиною 3,5 см, 1,7 см діаметром, від рожевого до червоного кольору.

## Поширення, екологія
Країни зростання: Еквадор (материк). Цей вид обмежується виключно вологим, передгірським хмарним лісом на компактних глинистих ґрунтах. Ґрунти майже чистий каолін. Деякі рослини ростуть як епіфіти.

## Загрози та охорона
Цей вид було порушено руйнуванням місця існування в результаті сільськогосподарської діяльності. Цей вид відомий з області, яка є ботанічно дуже погано відомою і імовірно має більш широке поширення. На даний момент він вважається дуже рідкісним в очікуванні подальших даних.